# حادثه خاندان ماکی
حادثه خاندان ماکی، حادثه ماکی شی (به ژاپنی: 牧氏事件 まきしじけん)، تغییر سیاسی در شوگون‌سالاری کاماکورا بود که در ژوئیه سال دوم گنکیو (۱۲۰۵) در اوایل دوره کاماکورا رخ داد.
بر اساس یک نظریه هوجو توکیماسا که با ملازمان خود و فرزندانش هوجو ماساکو و هوجو یوشیتوکی درگیر بود، از دامادش هیراگا توموماسا به عنوان شوگون جدید حمایت کرد و قصد کشتن شوگون فعلی میناموتو نو سانه‌تومو را داشت. همسرش ماکی نو کاتا نیز با این طرح همکاری کرد. در مورد اینکه آیا توموماسا واقعاً قصد داشت به عنوان شوگون جدید تبلیغ شود، شک و تردیدی وجود دارد. حتی اگر چنین طرحی وجود داشت، بسیار بدون پشتوانه بود.
حادثه ماکی بلافاصله پس از شورش هاتاکه‌یاما شیگه‌تادا رخ داد. ماکی نو کاتا همسر اصلی هوجو توکیماسا نیز در این ماجرا دست داشت و در نتیجه باعث سقوط شوهرش شد. در ژوئیه ۱۲۰۵، ماکی طرح جدیدی را برای براندازی سومین شوگون، میناموتو نو سانه‌تومو، و به قدرت رساندن داماد خود هیراگا توموماسا به سمت شوگونی طراحی کرد.
در یک نظریه شوهرش، هوجو توکیماسا، نیز موافق این طرح بود، اما یک نظریه می‌گوید که نظر هوجو توکیماسا نسبت به این طرح منفی بود و ماکی تنها کسی بود که به آن مشتاق بود. با این حال، هوجو توکیماسا و ماکی کسانی بودند که خاندان هاتاکه‌یاما را که عمیقاً مورد اعتماد ملازمان خود بودند، نابود کردند.
نقشه ای که این دو نفر طراحی کردند قبل از عملی شدن توسط هوجو ماساکو و هوجو یوشیتوکی خنثی شد و هوجو توکیماسا شکست خورد. در ۱۹ ژوئیه ۱۲۰۵، ماساکو و یوشیتوکی از نقشه توکیماسا مطلع شدند و بلافاصله میناموتو نو سانه‌تومو را که در اقامتگاه توکیماسا بود به محل اقامت خود منتقل کردند. از آنجایی که بیشتر ملازمان با ماساکو و یوشیتوکی همراه شدند، توکیماسا به سرعت خود را در مخمصه ای دید. توکیماسا و ماکی از مقاومت خود دست کشیدند و روز بعد زمانی که هوجو توکیماسا از قدرت کنار گذاشته شد هر دوی آنان راهب و به ولایت ایزو تبعید شد، اما بعداً ماکی نو کاتا از هوجو توکیماسا طلاق گرفت او با تکیه بر دخترش که دوباره با خاندان فوجی‌وارا در کیوتو ازدواج کرده بود، به کیوتو نقل مکان کرد. گفته می‌شود که از آن به بعد، ماکی زندگی مجللی را در آنجا سپری کرده است.
در ۲۶ ژوئیه همان سال، حکومت شوگون به سامورایی‌ها در کیوتو دستور داد تا به توموماسا حمله کنند. دستور شوگون‌سالاری برای کشتن تومواسا دستوری بود که شوگون سوم سانه‌تومو با آن موافقت کرد و به امپراتور بازنشسته امپراتور گو-توبا نیز ابلاغ شد. بلافاصله، اقامتگاه توموماسا محاصره شد. در یک روایت توموماسا سعی کرد به اوتسو (شهر اوتسو، استان شیگا) بگریزد، اما در راه در یاماشینا (بخش یاماشینا، شهر کیوتو) خودکشی کرد. هیروچیکا کینموچی سر او را برید و نزد امپراتور بازنشسته آورد. بر اساس روایت دیگری گفته می‌شود که او را در محلی به نام ماتسوزاکا سر بریدند.